# Anschläge in Ägypten am Palmsonntag 2017

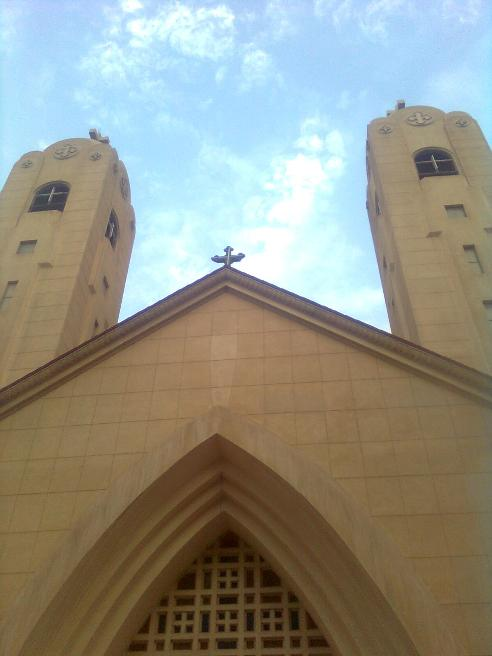
Die koptische St.-Georg-Kirche in Tanta

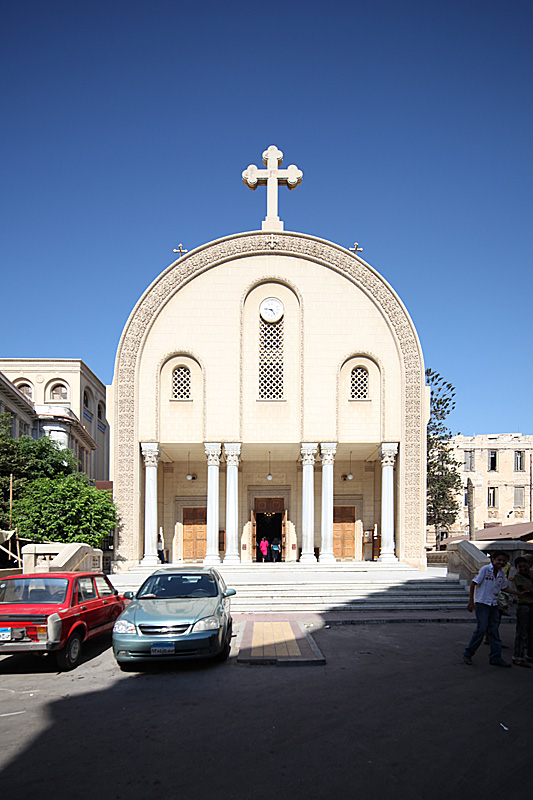
St.-Markus-Kathedrale in Alexandria

Bei islamistischen Anschlägen am Palmsonntag auf zwei koptische Kirchen in Ägypten wurden am 9. April 2017 44 Menschen getötet und über 120 Personen verletzt. Die Anschläge fanden während der Feierlichkeiten zum Gottesdienst am Palmsonntag in der koptischen Sankt-Georg-Kirche von Tanta (Sankt-Georg-Kirche) und in der Sankt-Markus-Kathedrale in Alexandria (Sankt-Markus-Kathedrale) statt.

## Hintergründe
In Ägypten kommt es gehäuft zu gezielten Anschlägen auf die christliche Minderheit. Im Jahr 2010 starben bei einem Massaker in der ägyptischen Stadt Nag Hammadi acht Kopten und ein Muslim. Beim Terroranschlag am 1. Januar 2011 in Alexandria wurden 23 Personen getötet und 97 weitere verletzt. Zur Vorweihnachtszeit am 11. Dezember 2016 kam es zu einem Anschlag in der Kirche St. Peter und Paul in Kairo. Im Februar 2017 rief der IS erneut zu weiteren Terroranschlägen gegen Christen in Ägypten auf.

## Tathergang
Der erste Anschlag fand während des Gottesdienstes in der St.-Georg-Kirche in Tanta im Nildelta um ca. 10.30 Uhr Osteuropäischer Zeit (OEZ) statt. Die Explosion wurde durch einen Sprengsatz ausgelöst, der unter einem Stuhl festgeklebt war. Bei dem Sprengstoffattentat wurden mindestens 29 Menschen getötet und 70 verletzt.
Einige Zeit danach versuchte ein Mann in die St.-Markus-Kathedrale von Alexandria einzudringen, wurde aber am Eingang von Polizisten gehindert, die Kirche zu betreten. Der Selbstmordattentäter sprengte sich daraufhin in die Luft. In der Kirche, dem Sitz des koptischen Papstes, hatte Papst Tawadros II. die Palmsonntagsmesse gelesen. Er konnte nach dem Anschlag unverletzt in Sicherheit gebracht werden. Bei dem Attentat wurden etwa 11 Menschen getötet und viele weitere schwer verletzt.
Die Terrororganisation Islamischer Staat (IS) übernahm am Nachmittag des 9. April 2017 die Verantwortung für die Attentate und erklärte, dass ihre Kommandos die Anschläge auf beide Kirchen in Tanta und Alexandria durchgeführt hätten. Sie drohte mit weiteren Anschlägen, die gezielt gegen Christen gerichtet seien, und betonte in ihrer Mitteilung, dass die Kreuzzügler und Ungläubigen mit dem Blut ihrer Söhne bezahlen würden.
Das ägyptische Innenministerium identifizierte den Selbstmordattentäter, der sich vor der St. Markuskirche in Alexandria in die Luft sprengte. Es handelte sich um den als gefährlich eingestuften Islamisten Mahmoud Hassan Mubarak Abdullah.

## Folgen
Der ägyptische Staatspräsident Abd al-Fattah as-Sisi berief am 9. April 2017 den nationalen Sicherheitsrat ein und ordnete den sofortigen Einsatz von Armeeeinheiten der Streitkräfte Ägyptens an. Das Militär sollte unter anderem die Polizei bei ihrer Arbeit unterstützen sowie Kirchen und öffentliche Gebäude nach weiteren möglichen Sprengsätzen durchsuchen und vor neuen Anschlägen schützen. Nachdem sich Al-Sissi noch am gleichen Abend in einer Ansprache im staatlichen Fernsehen dafür ausgesprochen hatte verhängte das ägyptische Parlament am 10. April für eine Dauer von drei Monaten den nationalen Ausnahmezustand. Dieser Ausnahmezustand wurde mehrfach verlängert und erst am 25. Oktober 2021 aufgehoben.
Als Reaktion auf die Attentate schloss Israel am 10. April 2017 den Grenzübergang nach Ägypten bei Taba. Das deutsche  Auswärtige Amt warnte Touristen vor erhöhter Terrorgefahr in Ägypten.